# Социално отхвърляне
Социалното отхвърляне възниква, когато индивид е умишлено изключен от социална връзка или социално взаимодействие. Темата включва междуличностно отхвърляне (или отхвърляне от връстници), романтично отхвърляне и семейно отчуждение. Човек може да бъде отхвърлен или отбягван от отделни хора или цяла група хора. Освен това, отхвърлянето може да бъде или активно, чрез тормоз, дразнене или подигравки, или пасивно, чрез игнориране на човек или „мълчаливо отношение“. Преживяването на отхвърлянето е субективно за реципиента и може да бъде възприето дори, когато не е реално. Думата „остракизъм“ също често се използва за обозначаване на процес на социално изключване (в Древна Гърция остракизмът е форма на временно прогонване след народно гласуване).
Въпреки че хората са социални същества, известно ниво на отхвърляне е неизбежна част от живота. Независимо от това, отхвърлянето може да се превърне в проблем, когато е продължително или постоянно, когато връзката е важна или когато индивидът е силно чувствителен към отхвърляне. Отхвърлянето от цяла група хора може да има особено негативни ефекти, особено когато води до социална изолация.
Преживяването на отхвърляне може да доведе до редица неблагоприятни психологически последици като самота, ниско самочувствие, агресия и депресия. Може също така да доведе до чувство на несигурност и повишена чувствителност към бъдещо отхвърляне.